# Северный полюс-8
Северный полюс-8 (СП-8) — советская научно-исследовательская дрейфующая станция. Открыта 19 апреля 1959 года.

## История работы
Работа на станции проводилась в три смены:
1-я смена. В составе 20 человек во главе с начальником станции инженером-синоптиком Рогачёвым В. М. с 19 апреля 1959 года по 3 апреля 1960 года (354 дня).
2-я смена. В составе 18 человек во главе с начальником станции океанологом Блиновым Н. И. с 3 апреля 1960 года по 15 апреля 1961 года (377 дней).
3-я смена. В составе 19 человек во главе с начальником станции океанологом Романовым И. П. с 15 апреля 1961 года по 19 марта 1962 года (338 дней).
Станция была эвакуирована по причине разлома дрейфующей льдины, проработав в общей сложности 1069 дней и продрейфовав 5976 километров в Северном Ледовитом Океане.

## После эвакуации
По словам сотрудников ЦРУ летом 1962 года заброшенная станция приблизилась к побережью Канады, что дало возможность американской военно-морской разведке совместно с ЦРУ провести секретную операцию Coldfeet.